# Sticusa
Sticusa was een Nederlandse stichting die van 1948 tot 1991 door de Nederlandse overheid de taak had gekregen culturele samenwerking tussen Indonesië, Suriname en de Nederlandse Antillen te bevorderen. Het is een afkorting die in die periode verschillende betekenissen heeft gekend.

## STICUSA, 1948-1955

### Oprichting
Op 26 februari 1948 werd in het Amsterdamse Trippenhuis de Stichting voor Culturele Samenwerking tussen Nederland, Indonesië, Suriname en de Nederlandse Antillen opgericht. De plechtigheid werd bijgewoond door de minister-president, Louis Beel en de minister van Overzeese Gebiedsdelen, Jan Anne Jonkman. Hiermee werd terloops de financiële betrokkenheid van de regering benadrukt. Het doel van de stichting was met een beroep op het hele cultureel vermogen van Nederland, te geraken tot harmonische ontwikkeling in democratische zin van de onderlinge samenwerking op cultureel terrein tussen Indonesië, Suriname, de Nederlandse Antillen en Nederland, op basis van wederkerigheid.
Aan de oprichting van de stichting ging een voorbereidingstijd van een jaar vooraf. Begin 1947 kwam in Nederland een Comité van voorbereiding van de culturele samenwerking tussen Nederland en Indonesië tot stand. Aanvankelijk was het niet de bedoeling Suriname en de Nederlandse Antillen in de plannen te betrekken. De oprichting van de Sticusa was nauw verbonden met de ontstaansgeschiedenis van de Indonesische staat. Voor het eerst dook de mogelijkheid van culturele uitwisseling tussen Nederland en de ex-kolonie op in het ontwerp-akkoord van Linggardjati, dat op 15 november 1946 werd getekend. Het akkoord werd weliswaar in het Nederlandse parlement geamendeerd, maar in alle verdere akkoorden en in het akkoord over de soevereiniteitsoverdracht op 30 december 1949 bleef een paragraaf over culturele samenwerking gehandhaafd. Later werden op dringend verzoek van minister-president Beel Suriname en de Antillen in de plannen betrokken en in een door de minister-president "verruimde zin" door de regering overgenomen.
Vooruitlopend op de formele goedkeuring van regering en parlement ondernam het comité intussen incidentele culturele activiteiten en werden contacten gelegd met voorbereidende culturele comités in Indonesië, Suriname en de Antillen. Deze initiatieven werden mogelijk gemaakt door de financiële ondersteuning door het Prins Bernhard Fonds. Ten aanzien van de uitoefening van de taak van de Sticusa luidde artikel II, lid 2 van de statuten: De stichting is bij het verrichten van haar culturele taak geheel vrij en onafhankelijk. Daarmee was in het stichtingsreglement het beginsel van culturele autonomie verankerd.
Bij beschikking van de Minister van Overzeese Rijksdelen van 30 april 1948 werd de stichting een subsidie toegekend van één miljoen gulden, met slechts de beperking dat het bedrag zou worden uitgekeerd naargelang van de behoefte. Deze min of meer onvoorwaardelijke toekenning van subsidiegelden stuitte op bezwaren van het Ministerie van Financiën. De Algemene Rekenkamer reageerde, na kennisneming, laconiek met de vraag: (...) hoe de Kamer zal kunnen vaststellen dat de Stichting de uit te keren bedragen inderdaad behoeft. Dit werd het begin van een conflict tussen regering en de stichting over de invulling van subsidievoorwaarden en later over de interpretatie van de vastgestelde subsidieregeling. De stichting beriep zich op eerder gemaakte afspraken en zag in het vaststellen van (subsidie-)voorwaarden een aantasting van haar "culturele autonomie". De overheid wenste op haar beurt garanties ten aanzien van een zuinig en efficiënt beheer van subsidiegelden. Na ruim een jaar touwtrekken tussen de overheid en de stichting kwam in februari 1950 een definitieve subsidieregeling tot stand.

### Bestuur en interne organisatie
De algemene leiding van de Sticusa berustte bij een bestuur, bestaande uit ten minste zeven en ten hoogste negen leden en een Raad van Bijstand eveneens bestaande uit zeven tot negen leden. De directie was belast met de dagelijkse leiding en het ontwerpen van de werkprojecten. De directie werd bijgestaan door een directie-secretaris, territoriale adviseurs, een afdeling Culturele Contacten, een afdeling Culturele Zaken, een afdeling Financiële Zaken en een afdeling Algemene Zaken. Aan de stichting was een aantal advies-commissies verbonden. De belangrijkste waren de Financiële Adviescommissie (FAC) en de Culturele Contact Commissie. De FAC, waarin vertegenwoordigers van de ministers van Financiën en van Uniezaken en Overzeese Rijksdelen zitting hadden, adviseerde over de samenstelling van de begroting en over de bestedingen van beschikbare geldmiddelen. De Culturele Contact Commissie, waarin vertegenwoordigers van de ministers van Unie Zaken en Overzeese Rijksdelen en van Onderwijs, Kunsten en Wetenschappen zitting hadden, coördineerde de samenwerking op cultureel gebied tussen de verschillende departementen en de stichting.
De eerste jaren van de Sticusa verliepen niet zonder zorgen. In de betrekkelijk korte tijd dat de stichting werkzaam was, rezen van verschillende kanten twijfels over de doelmatigheid van het administratief en financieel beheer van de stichting. De Centrale Accountantsdienst van het Ministerie van Financiën, belast met de administratieve controle, concludeerde in haar rapport van 1949 geen verantwoordelijkheid te kunnen aanvaarden wegens onvoldoende administratief beheer. Later volgde de Algemene Rekenkamer. Ook deze drong aan op verbetering in het beheer van de stichting. Het bestuur van de Sticusa erkende dat zich bij aanvang weliswaar enkele kinderziekte-verschijnselen hadden voorgedaan, maar wees de aanhoudende kritiek op het administratief en financieel beheer van de stichting resoluut van de hand.
Gelijktijdig speelde een intern conflict tussen directie en bestuur over de organisatievorm. Meuleman, directeur en medeoprichter van de Sticusa, memoreert: "Ik heb altijd een klein bemiddelingsbureau gewild, maar Logemann wilde aan het hoofd staan van een organisatie". Eind 1950 verliet Meuleman de Sticusa. Inmiddels telde het kantoor ruim twintig medewerkers, wat zou oplopen tot 57 in 1954. In de latere jaren hield de kritiek in de vaderlandse pers en het parlement op het financieel beheer van de stichting aan. In Vrij Nederland en Het Parool werden het doen en laten van de stichting op de korrel genomen. Met name de verhouding tussen de apparaatskosten en de culturele uitgaven riep de nodige weerstand op.
Uit onderstaande tabel blijkt dat gemiddeld ruim een derde van het totaal van de apparaatskosten en de culturele uitgaven werd besteed aan apparaatskosten.
Verhouding apparaatskosten - culturele uitgaven:
| jaar | totale uitgaven | apparaatskosten | apparaatskosten | culturele uitgaven | culturele uitgaven |
| ---- | --------------- | --------------- | --------------- | ------------------ | ------------------ |
| 1951 | ƒ 1.366.155     | ƒ 490.380       | 41 %            | ƒ 875.775          | 59 %               |
| 1952 | ƒ 1.866.673     | ƒ 536.315       | 29 %            | ƒ 1.330.358        | 61 %               |
| 1953 | ƒ 1.990.998     | ƒ 661.059       | 33 %            | ƒ 1.329.939        | 67 %               |
| 1954 | ƒ 2.302.677     | ƒ 774.175       | 33 %            | ƒ 1.528.502        | 67 %               |
| 1955 | ƒ 2.336.972     | ƒ 820.044       | 35 %            | ƒ 1.516.928        | 65 %               |

In 1952 vond een reorganisatie plaats. De bestuurlijke en administratieve organisatie werd veranderd op aanwijzing van de Centrale Accountantsdienst van het Ministerie van Financiën. De reorganisatie moest leiden tot een aanzienlijke vereenvoudiging van de bestaande bestuurscolleges. Een stichtingsraad, een samenvoeging van het oude bestuur en de raad van bijstand, werd belast met de algemene leiding. De stichtingsraad was samengesteld uit ten minste vijftien en ten hoogste één en twintig leden. Uit zijn midden koos de stichtingsraad het (dagelijks) bestuur. Een nieuwe figuur van een commissaris voor financiële aangelegenheden deed zijn intrede in het bestuur. Het aanstellen van een financieel deskundige was een antwoord van het bestuur op de aanhoudende kritiek van pers en parlement op het financiële beheer van de stichting.

### Activiteiten

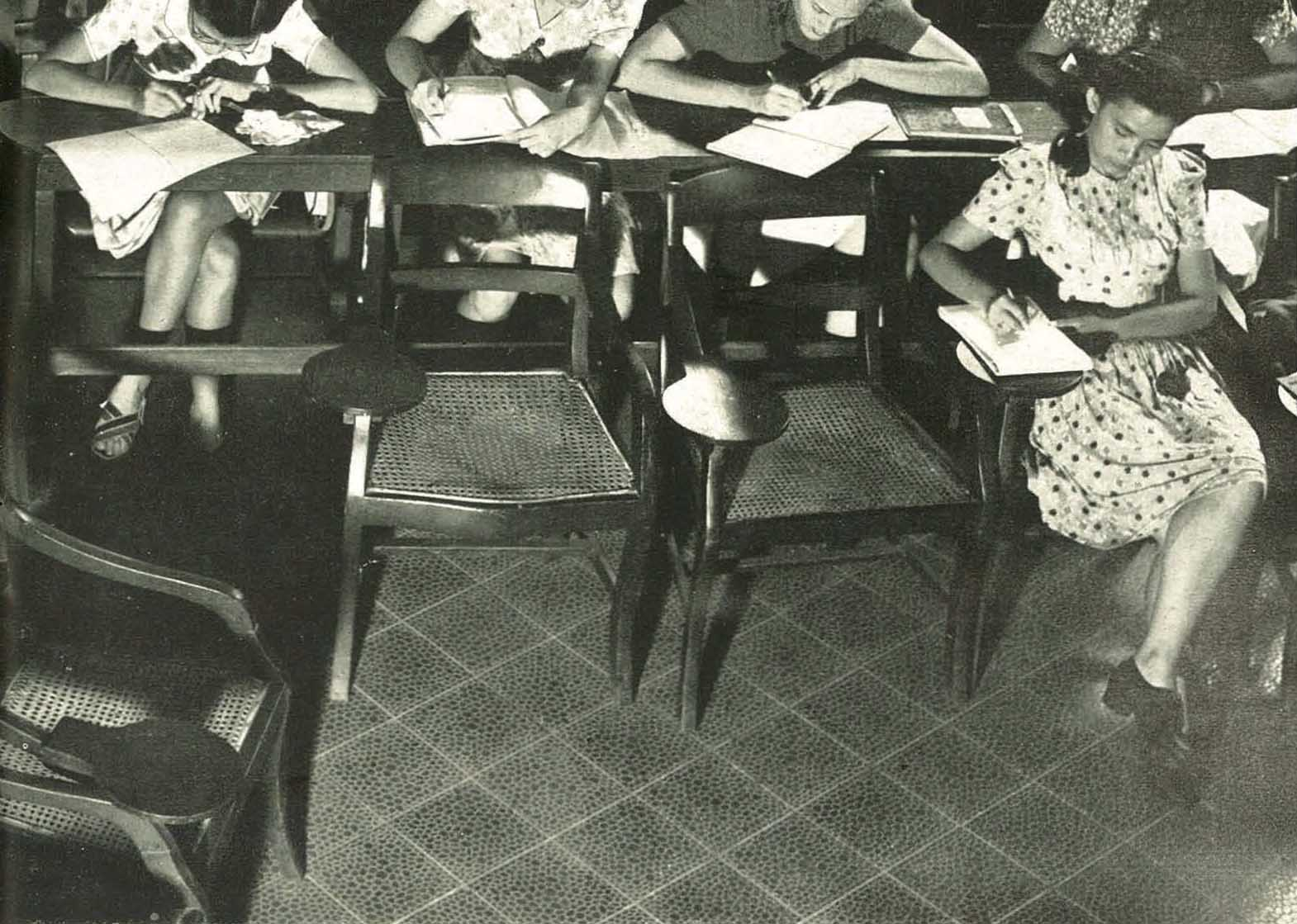
Studenten aan de medische faculteit in Jakarta

Het bevorderen van de culturele samenwerking tussen Indonesië, Suriname en de Nederlandse Antillen verliep in de regel vanuit drie verschillende invalshoeken: Een van de eerste daden van de Sticusa was de organisatorische opbouw van culturele centra in Indonesië en de West, die nodig was om de culturele samenwerking tussen de verschillende landen structuur te geven.
In Indonesië werd als gevolg van de politieke situatie de oprichting van zusterinstellingen vertraagd. Op Java werden de zaken van de stichting tijdelijk waargenomen door ambtenaren van het gouvernement. In Oost-Indonesië werd een comité van voorbereiding opgericht, dat in 1948 uitmondde in de oprichting van de Stichting Cultureel Centrum Oost-Indonesië (Jajasan Pusat Kebudajaan Indonesia Timur) in Makassar. In Pontianak (West-Borneo) werd eveneens een cultureel comité ingesteld ter voorbereiding van de oprichting van een cultureel centrum.
In Suriname verleende de Sticusa haar medewerking aan de opbouw van de zusterstichting Cultureel Centrum Suriname (CCS), dat in 1948 werd opgericht en optrad als overkoepelend orgaan voor alle culturele activiteiten in Suriname en voor het distribueren van goederen en schenkingen, die uit Nederland naar Suriname werden gezonden. Als vertegenwoordiger van het CCS bij de Sticusa werd benoemd Rudie van Lier.
Op de Nederlandse Antillen streefde Sticusa aanvankelijk naar oprichting van één cultureel centrum. In 1949 werd dit idee losgelaten, aangezien de insulaire structuur van de Antillen zich niet leende voor een organisatorische bundeling in één centrum. Het Cultureel Centrum Aruba (CCA) werd opgericht in december 1949, gevolgd, in 1950, door de oprichting van het Cultureel Centrum Curaçao (CCC). De Bovenwindse Eilanden en Bonaire moesten het voorlopig doen met het CCC. Samenwerking met de Bovenwindse Eilanden bleef, door de grote afstanden, beperkt tot de zending van films, boeken en tijdschriften. Op Bonaire werd door de Sticusa incidenteel subsidie toegekend aan het Algemeen-Nederlands Verbond (ANV), dat de enige instelling was op het eiland, die activiteiten op cultureel gebied ontwikkelde. Met de oprichting van het CCC was het organisatorisch fundament gelegd en kon een begin worden gemaakt met de culturele activiteiten op het gebied van muziek, toneel, dans, film, literatuur e.d. Deskundigen werden uitgezonden en studiebeurzen werden toegekend aan Surinaamse en Antilliaanse studenten.
Uit jaarverslagen blijkt dat in de praktijk de sterk beklemtoonde "wederkerigheid" ten aanzien van de culturele samenwerking tussen de vier landen niet geheel tot zijn recht kwam. Een toenemend deel van de beschikbare fondsen, in 1948 1 miljoen gulden rijkssubsidie oplopend in 1954 tot 2,3 miljoen, werd besteed aan culturele bijstand. Daarentegen bleef financiële inbreng van de overzeese partners ver achter bij de in 1948 uitgesproken verwachtingen. Voor het bestuur was dit voldoende aanleiding om de ietwat pompeus aandoende zinsnede op basis van wederkerigheid in de statuten van 1952 te schrappen. Tegelijkertijd werden de statuten aangepast aan de maatschappelijke en politieke gevoeligheden van dat moment. De Sticusa wilde iedere schijn van verkapt cultureel imperialisme vermijden. De gelijkstelling van Indonesië, na de soevereiniteitsoverdracht, met de West en de bevordering van het oprichten van zusterorganisaties stuitten op bezwaren van Indonesische zijde en werden om die reden uit de statuten geschrapt. Bovendien werd de culturele onafhankelijkheid van de stichting nog eens bekrachtigd door enkele eisen ten aanzien van de subsidieverlening (toezending van financiële jaarstukken aan de minister) niet langer vast te leggen in de statuten maar op te nemen in een afzonderlijke regeling inzake subsidievoorwaarden.
1. subsidiëring van culturele centra in genoemde (voormalige) rijksdelen;
2. materiële bijstand;
3. technische bijstand, het ter beschikking stellen van culturele deskundigen.

Het grootste gedeelte van de Sticusa-fondsen werd in de beginjaren toegewezen aan Indonesië. Vanaf 1954 kwam hieraan een einde, als gevolg van de politieke geschillen met Indonesië. Het wegvallen van Indonesië was weliswaar een gevoelig verlies maar de oriëntatie op de West was reeds in 1953 ingezet. De subsidiegelden voor Suriname en de Nederlandse Antillen werden drastisch verhoogd om uitvoering te geven aan een in 1953 bij de regering ingediend Westplan. Het Westplan was gericht op een intensivering van het contact met de bredere bevolkingslagen in Suriname en de Antillen. In onderstaande tabel zijn de begrotingsposten betreffende de culturele uitgaven opgenomen, waarbij opgemerkt moet worden, dat deze onevenredige aandacht voor Indonesië (vóór 1954) niet alleen te wijten was aan de grote belangstelling vanuit de Sticusa maar tevens vanuit de richtlijnen van de Haagse politiek.
Culturele uitgaven 1949 - 1954 Territoriale toekenning:
| Begrotingsjaar | Indonesië | de West | Nederland |
| -------------- | --------- | ------- | --------- |
| 1950           | 656.750   | 361.050 | 326.000   |
| 1951           | - . -     | - . -   | - . -     |
| 1952           | 933.000   | 468.000 | 367.500   |
| 1953           | 599.000   | 315.500 | 147.000   |
| 1954           | 633.550   | 800.000 | 136.250   |
| 1955           | 633.000   | 800.000 | 182.000   |

In Nederland opereerde de Sticusa terughoudend. Zoals blijkt uit de tabel stelde de Sticusa relatief geringe geldbedragen voor Nederland beschikbaar. Het Sticusa-beleid in Nederland werd bepaald door de omstandigheid dat bestaande instellingen in Nederland o.a., het Koninklijk Instituut voor de Tropen en de Koninklijke Vereniging Oost en West, op hetzelfde terrein werkzaam waren en ook door de relatief geringe belangstelling bij het Nederlandse publiek voor cultuur-uitingen van overzee. Om het scheppen van doublures te vermijden werd met bestaande instituten en organisaties samengewerkt en bleef de inbreng van de Sticusa beperkt. Alleen in de gevallen waarin de samenwerking ontbrak nam de Sticusa het initiatief en de uitvoering in handen.
Het opwekken van belangstelling in Nederland voor de overzeese cultuur kreeg een belangrijke impuls door de verspreiding van de jaarboeken (het eerste jaarboek verscheen in 1950, het laatste in 1954). De jaarboeken, met een oplage van circa 17.000 exemplaren, werden verspreid onder de eindexamen-kandidaten van middelbare scholen in Nederland en behandelden, in korte essays, uiteenlopende maatschappelijke en culturele aspecten van Indonesië, Suriname en de Nederlandse Antillen. Verreweg het grootste gedeelte van de culturele uitgaven voor Nederland werd besteed aan de stichting Foreign Student Service (FSS). De FSS had onder andere tot taak betrekkingen te onderhouden met studenten in Nederland uit Indonesië, Suriname en de Antillen.
In 1953 zocht het bestuur van de Sticusa naar mogelijkheden om zijn culturele activiteiten uit te breiden. In 1954 kwam de Sticusa met een concreet voorstel aan de Ministerraad om haar werkterrein uit te breiden. Onder andere werd gedacht aan een uitbreiding van culturele activiteiten in het Caraïbisch gebied en aan gebieden, die op de route naar Indonesië lagen. Tevens werden in het voorstel suggesties gedaan om de Sticusa om te vormen tot een Netherlands Council, kennelijk naar analogie van de British Council. De Sticusa zag voor zichzelf hierbij als coördinerende instantie een hoofdrol weggelegd. Later zou blijken dat de Sticusa ongewild slachtoffer werd van haar eigen dadendrang.

### Liquidatie
Door de geleidelijke ontmanteling van het Ministerie van Overzeese Rijksdelen werd het overheidsbeleid ten aanzien van Sticusa hoe langer hoe meer een interdepartementale aangelegenheid. Door de onderlinge geschillen tussen de betrokken departementen bleven problemen niet uit. In een brief aan z'n ambtgenoot van Overzeese Rijksdelen schreef minister Jo Cals van Onderwijs, Kunsten en Wetenschappen, dat hij met de minister van Financiën geen overeenstemming kon bereiken over de hoogte van de subsidie aan de Sticusa. In het vervolg van zijn brief merkte Cals op: "(...) het heeft mij getroffen dat ik voor overeenkomstige belangen als die, welke door de Sticusa in Indonesië en in de West worden behartigd, op mijn begroting voor de culturele zaken in Nederland tot dusver met aanmerkelijke geringere bedragen heb moeten volstaan. In verband met een en ander acht ik het noodzakelijk, dat in de Ministerraad het te volgen beleid, ook voor de komende jaren, principieel ter sprake komt (...)".
Daarmee belandde de kwestie Sticusa in de Ministerraad. In een commissie ad hoc werden een aantal knelpunten besproken en voorstellen gedaan om het culturele beleid in een breder verband in een onderzoek te betrekken. Het resultaat hiervan was de instelling van een interdepartementale Commissie Culturele Activiteiten Buitenland onder leiding van Hendrik Jan Reinink, directeur-generaal voor de kunsten en voor de buitenlandse betrekkingen van het Ministerie van Onderwijs, Kunsten en Wetenschappen (hierna kortweg Commissie Reinink). Concreet luidde de opdracht:
- een inventaris op te maken van al hetgeen op het gebied der culturele werkzaamheden met betrekking tot het buitenland werd verricht;
- na te gaan op welke wijze een blijvende en doelgerichte samenwerking tussen overheids- en particuliere instanties kon worden verzekerd;
- voorstellen te doen inzake een zo intensief mogelijke besteding van de op de verschillende hoofdstukken der rijksbegroting aanwezige fondsen;
- van advies te dienen over de vraag of de Sticusa - al dan niet gereorganiseerd- diende te blijven gehandhaafd.

In haar eindrapport stelde de commissie dat de ontwikkeling van nauwe culturele banden met landen buiten Europa om verschillende redenen noodzakelijk was. De vraag was nu of de Sticusa de aangewezen instantie zou moeten zijn om uitvoering te geven aan de ontwikkeling van culturele banden met het buitenland. Een dergelijke taakuitbreiding van de Sticusa zou, volgens de commissie, niet zonder een ingrijpende reorganisatie kunnen worden gerealiseerd. Op aanwijzing van de Ministerraad werd een Commissie tot Onderzoek Sticusa ingesteld om de mogelijkheden tot reorganisatie van de Sticusa te onderzoeken.
Op verzoek van het bestuur van de stichting werd een neutrale deskundige (Adviesbureau Van de Bunt & Co) hiermee belast. In zijn rapport drong Van de Bunt aan op een ingrijpende reorganisatie in verband met een reeds jaren voortwoekerende bestuurscrisis. Een aanhoudend conflict tussen staf en directeur had intussen geleid tot het ontslag van laatstgenoemde. Zelfs van een sanering of eventueel het aanstellen van een nieuwe directeur viel, aldus Van de Bunt, weinig heil te verwachten. Voor de Commissie Reinink was het rapport van Van de Bunt aanleiding om de regering te adviseren de Sticusa op te heffen en voor het onderhouden van culturele relaties tot de landen buiten Europa over te gaan tot oprichting van een nieuwe organisatie. Onderwijl bestond bij het personeel van de Sticusa grote onzekerheid over de voortgang van de stichting.
In augustus 1955 schreef voorzitter Johann Logemann in zijn brief aan de Commissie Reinink: "(...) Intussen heeft het bestuur van de Sticusa, op 28 februari bij monde van de voorzitter, en in zijn reactie op het eerste rapport-van de Bunt in juni j.l. er op gewezen, "dat de voortdurende onzekerheid omtrent de toekomst ... inderdaad de organisatie ernstig verzwakt en ons met name belet de directeursplaats op de juiste wijze te vervullen". Dit geldt ook voor de vervulling van andere opengevallen plaatsen van leidende functionarissen, welke vacatures ten dele zijn ontstaan door bovenbedoelde onzekerheid. Dit dwingt tot interne verschuivingen en noodmaatregelen, die op haar beurt ontwrichtend werken. Hier doet zich de top voor van een fatale cumulatie van in- en uitwendige factoren, die - omnium consensu - een zo spoedig mogelijke doorbreking eist (...) ter bescherming van de belangen van het personeel van de Sticusa (...)".
In oktober 1955 kwam het definitieve oordeel over de toekomst van de Sticusa. In een brief aan het bestuur van de Sticusa kondigde de minister van Onderwijs, Kunsten en Wetenschappen aan dat de ministerraad had besloten over te gaan tot de oprichting van twee afzonderlijke stichtingen en dat de Sticusa met ingang van 1 januari 1956 geen rijksgelden bij wijze van subsidie meer werden verstrekt. Het bestuur van de Sticusa wenste geen verantwoordelijkheid voor de liquidatie te dragen en trad met ingang van 30 november 1955 af. Een door de minister-president ingestelde commissie werd belast met de liquidatie, die in 1961 zijn voltooiing vond.

## Het Nederlands Instituut voor Internationale Culturele Betrekkingen, 1955-1959

### Oprichting, werkwijze en interne organisatie
Bij instelling van de Commissie Reinink schreef Cals, minister van Onderwijs, Kunsten en Wetenschappen: "Niet ontkend kan [echter] worden, dat er tot nog toe onvoldoende aandacht is besteed aan culturele propaganda, aan culturele informatie over hetgeen Nederland op cultureel terrein te bieden heeft en presteert". De oorzaak hiervan weet Cals aan het ontbreken van planning en coördinatie tussen bestaande instanties en de departementen, die zich met culturele informatie bezighielden. Het inventarisatieonderzoek van de Commissie Reinink bevestigde dat beeld voor wat betreft de situatie buiten het Europese continent. De contacten en culturele activiteiten, buiten Europees- en rijksverband, vonden veelal plaats op grond van verplichtingen in het kader van multilaterale overeenkomsten. Tot deze categorie behoorde de Nederlandse deelname in intergouvernementele commissies van de West-Europese Unie, Raad van Europa en activiteiten in UNESCO verband.
In de aanbevelingen van de Commissie Reinink zijn de contouren van het toekomstige instituut reeds zichtbaar. Het culturele beleid ten aanzien van het buitenland dat de commissie voor ogen stond was een "middel voor het bereiken van verder verwijderde doeleinden". Culturele uitwisseling werd opgevat als middel om politieke, economische en sociale belangen van Nederland te bevorderen in het buitenland. Als voorbeeld van deze vorm van culturele penetratie stond de British Council model dat in 1934 was opgericht als defensief apparaat tegen de sterke culturele propaganda welke door Nazi-Duitsland werd bedreven en dat later na de Tweede Wereldoorlog werd voortgezet.
Over de wijze waarop de culturele betrekkingen met het buitenland moesten worden georganiseerd was het oordeel van de Commissie Reinink unaniem: een gemengd orgaan, waarin overheid en particulieren zitting hadden, beschouwde de commissie als de meest wenselijke optie. Een dergelijk orgaan zou op het onderhavige terrein beter werken dan de overheid zelf. Samenwerking met het bedrijfsleven en de particuliere organisaties zou efficiënter en sneller tot stand kunnen komen door een afzonderlijk orgaan zonder directe politieke binding. Een volledige zelfstandigheid van de stichting sloot de commissie Reinink uit. Ervaring had immers geleerd dat culturele zelfstandigheid van de Sticusa, waarbij de betrokkenheid van de overheid niet verder reikte dan van geldschieter, niet in alle opzichten had voldaan. Bij oprichting van het instituut kreeg het ambtelijk element een vaste plaats in het bestuur. De oude Sticusa verdween en twee afzonderlijk op te richten stichtingen moesten in de toekomst het culturele beleid van Nederland inhoud geven in nauwe samenwerking met de overheid en reeds bestaande instanties.
Op 28 december 1955 werd de Stichting Nederlands Instituut voor Internationale Culturele Betrekkingen (NIICB) opgericht. Het instituut was gevestigd in Den Haag en hield kantoor in Amsterdam. Het doel van de stichting was: het bevorderen van goede culturele betrekkingen tussen Nederland en het buitenland. In tegenstelling tot de andere opvolgers van Sticusa vielen de rijksdelen in de west buiten het taakgebied van het NIICB.
Aan het hoofd van het instituut stond een bestuur, dat was samengesteld uit ten minste tien en ten hoogste dertien leden. Ten minste zeven en ten hoogste tien bestuursleden waren personen uit onderscheiden kringen van het culturele en maatschappelijke leven. Eén lid werd benoemd door en was vertegenwoordiger van de minister van Onderwijs, Kunsten en Wetenschappen; één lid benoemd door en vertegenwoordiger van de minister van Buitenlandse Zaken en één lid benoemd door en vertegenwoordiger van de minister van Algemene Zaken. Tevens werd het bestuur terzijde gestaan door een vertegenwoordiger van het Ministerie van Financiën. Het bestuur was belast met het beheer van het instituut en de zorg voor en het toezicht op de werkzaamheden van het instituut en had zij de bevoegdheid om uit haar midden adviescommissies te benoemen, waarin tevens niet-bestuursleden als deskundigen konden worden benoemd. Als voorbeeld kan worden genoemd: de Commissie Zorg voor Buitenlands Studerenden. Het bestuur benoemde een algemeen secretaris, die belast was met de dagelijkse leiding volgens de door het bestuur vastgestelde richtlijnen. De algemeen secretaris was tevens secretaris van het bestuur. Hij benoemde het personeel van het instituut met uitzondering van de regionale secretarissen, die op voordracht van de algemeen secretaris werden benoemd door het bestuur. Een aantal landen en/of gebieden waarmee het instituut contacten onderhield, werden gegroepeerd tot regionale secretariaten onder leiding van een regionaal secretaris. In de uitoefening van zijn taken werd de regionaal secretaris bijgestaan door een adviescommissie, samengesteld uit deskundigen op het onderhavige terrein.
Het kantoor van het instituut was gevestigd in Amsterdam en werd gedeeld met de Sticusa. Per 31 december 1957 beschikte het Instituut over 22 medewerkers, waarvan 11 in gezamenlijke dienst van het Instituut en de Sticusa.

### Activiteiten
De activiteiten die het instituut ondernam kunnen worden onderscheiden in: uitvoering van eigen projecten; steunverlening aan projecten van organisaties en instellingen die werkzaam waren op terreinen die aansloten bij de activiteiten van het instituut. Bij de uitvoering van eigen projecten werd onderscheid gemaakt tussen algemene projecten en regionale projecten. Het verschil tussen beide was dat de algemene projecten niet specifiek waren gericht op een bepaalde regio. In afwijking van de werkwijze van de British Council opende het instituut geen bijkantoren in het buitenland. Alle activiteiten vonden plaats met behulp van en voor zover nodig via de Nederlandse diplomatieke posten in het buitenland. Een dergelijke werkwijze vereiste de nodige samenwerking met het Ministerie van Buitenlandse Zaken. Het aanvankelijk optimisme bij de oprichting van het instituut maakte in de tweede helft van 1957 plaats voor een sombere stemming. Het ontwerp-jaarverslag van 1957 getuigt hiervan: " (...) Dit eerste jaarverslag [1957] zou eigenlijk een periode van twee jaren moeten omvatten, daar de Stichtingsakte van het Instituut is verleden op 28 december 1955 en over het jaar 1956 geen verslag is uitgebracht. De omstandigheden geven hiertoe echter weinig aanleiding, ja, men zou de ontwikkeling van het Instituut zelfs liever in het 2e halfjaar van 1957 willen laten beginnen (...)".
Naast de gebruikelijke administratieve en organisatorische beslommeringen, die bij de opbouw van een nieuw instituut nu eenmaal de nodige tijd en aandacht vergen, beperkten zich de activiteiten van het Instituut in de eerste maanden van haar bestaan tot de afwikkeling van de Sticusa in liquidatie en de daarmee samenhangende overdracht van de activiteiten in Indonesië aan het instituut. Als gevolg van de eerder genoemde werkwijze van het instituut werden de kantoren en bijkantoren van de oude Sticusa in Jakarta ontmanteld. In overleg met de diplomatieke vertegenwoordiging in Jakarta vond in 1956 een hergroepering van werkzaamheden plaats. Voor het overige leidde het instituut een min of meer sluimerend bestaan. Afgezien van de activiteiten in Indonesië bleven de werkzaamheden tot juni 1957, ruim vijftien maanden na oprichting, beperkt tot het stadium van voorbereidingen en plannen maken. Contacten met het buitenland waren er niet of nauwelijks. Vertragingen in de werkzaamheden werden toegeschreven aan problemen tussen ambtelijke instanties en het instituut. De introductie van het instituut bij de diplomatieke posten in het buitenland door het Ministerie van Buitenlandse Zaken verliep niet naar wens. Na overleg met betrokken partijen werd een modus vivendi gevonden, waarbij een aantal problemen uit de weg werden geruimd. De eerste contacten met het buitenland verliepen via het Ministerie van Buitenlandse Zaken. Een algemene introductie van het instituut bleef echter uit. Vanaf juni 1957 leek het tij ten goede te keren, al dreigden de bezuinigingsplannen van het Ministerie van Onderwijs, Kunsten en Wetenschappen opnieuw roet in het eten te gooien. De rijksbijdrage aan het instituut onderging in 1957 en 1958 een aanzienlijke aderlating: 1.340.000 gulden in 1956 tot circa 800.000 gulden voor 1958.
In het kader van de algemene projecten kwamen in de loop van 1957 een aantal educatieve tentoonstellingen zoals Wie was Rembrandt, Wie was van Gogh en Zo is Nederland tot stand. Deze tentoonstellingen werden in tal van landen geëxposeerd. Eveneens kwamen in dezelfde periode geleidelijk de regionale projecten op gang. Het regionaal-secretariaat voor Zuid- en Oost-Azië was het oudste secretariaat van het Instituut. Aandachtsgebied van dit secretariaat was tot 1957 voornamelijk Indonesië, later uitgebreid met Japan en Ceylon. Het regionaal-secretariaat voor Oost-Europa, welke meer dan de andere secretariaten onderhevig was aan politieke fluctuaties, richtte haar aandacht op Polen en Joegoslavië. In maart 1957 werd het regionaal-secretariaat voor de Emigratielanden ingesteld. Gelet op de sociale en culturele belangen voor Nederland in Australië en Nieuw-Zeeland door de relatief grote aantallen Nederlandse emigranten werden de betrekkingen met de twee genoemde landen geïntensiveerd.
In oktober 1957 werd een bescheiden regionaal secretariaat voor Latijns-Amerika ingericht. Contacten bleven in hoofdzaak beperkt tot Brazilië en Venezuela. Laatstgenoemde land was vooral belangrijk voor de culturele belangen van de Nederlandse Antillen. Plannen tot samenwerking met de Sticusa met betrekking tot het Caraïbisch gebied kwamen als gevolg van bestedingsbeperkingen van het instituut niet van de grond. De culturele betrekkingen, in beginsel op basis van het reciprociteitsbeginsel, tussen de afzonderlijke landen bestonden uit min of meer vastgestelde culturele programma's zoals uitwisseling van tentoonstellingen, films, studenten, wetenschappers en contacten tussen scholen.
In Nederland werd samengewerkt met instellingen, die aansloten bij de activiteiten van het instituut. Aparte voorzieningen werden getroffen voor studenten-opvang in Nederland, dat verliep via de Stichting Foreign Student Service (FSS), die jaarlijks werd gesubsidieerd door het instituut en de Sticusa. Bij alle ups-and-downs vormde de uitgave van het eigen culturele magazine Delta, dat in binnen- en buitenland een lovende pers ontving, een hoogtepunt. Een bijzondere Adviesraad Delta, waarin vertegenwoordigers van de belangrijkste wetenschappelijke en culturele organisaties zitting hadden, moest borg staan voor een hoge kwaliteit. De levensvatbaarheid van het magazine bleek na liquidatie van het instituut, toen pogingen werden ondernomen om het te behouden en onder te brengen in een afzonderlijke stichting.

### Liquidatie
De moeilijkheden rondom het instituut waren te wijten aan een zich voortslepend conflict tussen twee structuren: behartiging van het internationaal cultureel beleid door de overheid ofwel door een volledig met overheidsmiddelen gefinancierde centrale stichting. In het algemeen heerste de opvatting bij de betrokken departementen dat de beslissing omtrent de vorm en de mate waarin culturele voorlichting en activiteiten met het buitenland behoorde te liggen bij de overheid en niet bij het instituut. De rol van het instituut moest in deze visie beperkt blijven tot dat van een auxiliair orgaan. Door het ontbreken van een duidelijke taakafbakening tussen het instituut en de overheid bleven competentiegeschillen niet lang uit. De autonome opstelling van het instituut was een doorn in het oog van het Ministerie van Buitenlandse Zaken. Dat het instituut met een zekere slagvaardigheid zelfstandig contacten onderhield met de vertegenwoordigende posten in het buitenland was een hoogst ongebruikelijke werkwijze. Hiermee bewoog het instituut zich op een terrein, dat uitsluitend was voorbehouden aan het Ministerie van Buitenlandse Zaken, zoals blijkt uit een ambtelijke nota van Buitenlandse Zaken van 27 maart 1957 inzake "Samenwerking met het Nederlands Instituut voor Internationale Culturele Betrekkingen". " (...) Tot gebruikmaking van de diensten van diplomatieke en consulaire vertegenwoordigers is (...) alleen bevoegd de Minister van Buitenlandse Zaken, en deze bevoegdheid is evenmin te delegeren aan andere instanties als de ministeriële verantwoordelijkheid voor bedoelde diensten." Het zal derhalve onmogelijk zijn, dat de samenwerking tussen het Instituut en het Ministerie en de posten van de Buitenlandse Dienst ooit de vorm zou krijgen van een bevoegdheid van het Instituut om instructies te geven aan de diplomatieke of consulaire vertegenwoordigers (...)".
Bij besluit van de Ministerraad van 27 februari 1959 werd het NIICB met ingang van 1 januari 1960 geliquideerd. Tekenend voor de gespannen verhoudingen was een brief van het Ministerie van Buitenlandse Zaken aan het Ministerie van Onderwijs, Kunsten en Wetenschappen van 12 maart 1959 met de mededeling dat inmiddels de diplomatieke posten in het buitenland was verzocht om brieven, die tot dan toe rechtstreeks aan het instituut werden verzonden, voortaan te richten aan het Ministerie van Buitenlandse Zaken. De snelle reactie van Buitenlandse Zaken riep de nodige wrevel op, temeer omdat de subsidie aan het instituut doorliep tot 1 januari 1960. In een communiqué van het Ministerie van Onderwijs, Kunsten en Wetenschappen aan de pers werd met geen enkel woord gerept over de problemen tussen Buitenlandse Zaken en het instituut. De officiële verklaring luidde dat de feitelijke ontwikkelingen ten aanzien van de buitenlandse culturele betrekkingen steeds meer in een officieel kader werden geplaatst. Niet alleen de pers maar ook de Algemene Rekenkamer stelde vraagtekens bij deze officiële lezing. In haar commentaar stelde de Rekenkamer: (..) De vraag rijst of deze ontwikkeling eind 1955 niet reeds bestond, althans was te voorzien en of de oprichting dus wel voldoende gebaseerd is geweest op een duidelijk beleid (..).
Op 24 november 1959 werd bij besluit van het bestuur van het instituut een commissie van liquidateuren benoemd. Op 6 juni 1967 was de liquidatie voltooid. De eigendommen van het instituut werden, in overeenstemming met art. XIII van de statuten, overgedragen aan de Staat der Nederlanden en vervolgens in bruikleen overgedragen aan de Sticusa, de Stichting Foreign Student Service (beheerder pand Oranje Nassaulaan), het Unesco Centrum Nederland en de Stichting Internationale Uitgave DELTA. De taken van het instituut werden overgenomen door de Afdeling Internationale Betrekkingen van het Ministerie van Onderwijs, Kunsten en Wetenschappen.

## STICUSA, 1955-1989 (1990)

### Oprichting
De nieuwe Sticusa werd op 28 december 1955 opgericht als de Nederlandse Stichting voor Culturele Samenwerking met Suriname en de Nederlandse Antillen. In vergelijking met de situatie in 1948 was er veel veranderd. Het Statuut van 1954 maakte de drie partners althans formeel gelijkwaardig. De taken van de nieuwe Sticusa kwamen echter in grote lijnen overeen met de taken van de per 1 januari 1956 opgeheven stichting. Op een tweetal punten verschilde zij van haar voorgangster: het werkterrein bleef beperkt tot de West en het ambtelijk element kreeg een vaste plaats in het bestuur.

### Bestuur, interne organisatie en vertegenwoordiging
Aan het hoofd van de Sticusa stond een bestuur, samengesteld uit ten minste negen en ten hoogste twaalf leden. Zes leden uit onderscheiden kringen van het culturele en maatschappelijke leven werden benoemd door de minister van Zaken Overzee, later Vice-Minister-President, en de Minister van Onderwijs, Kunsten en Wetenschappen gezamenlijk. Een lid werd benoemd door en was vertegenwoordiger van de Vice-Minister-President, een lid, benoemd door en vertegenwoordiger van de Minister van Onderwijs, Kunsten en Wetenschappen, een lid, benoemd door en vertegenwoordiger van de Minister van Algemene Zaken; twee leden ten slotte werden benoemd, na overleg met de Gevolmachtigde Ministers van Suriname en de Nederlandse Antillen als vertegenwoordigers van het culturele leven aldaar, door de Vice-Minister-President. Het bestuur werd terzijde gestaan door een vertegenwoordiger van de Minister van Financiën. Principiële wijziging in deze bestuurlijke indeling vond niet plaats. Wel vonden door naamswijzigingen van en taakverschuivingen bij de ministeries enkele mutaties plaats. Aan het bestuur was het beheer van de stichting opgedragen, waaronder begrepen de zorg voor en het toezicht op haar werkzaamheden. Het bestuur stelde de begroting en de jaarrekening vast en bood beide aan ter goedkeuring aan de Vice-Minister-President, later het Kabinet voor Surinaamse en Antilliaanse Zaken.
In 1966 werd door het bestuur een dagelijks bestuur ingesteld, dat was samengesteld uit de voorzitter, de vicevoorzitter, één bestuurslid en de secretaris. Het dagelijks bestuur besliste over spoedeisende zaken onder nadere goedkeuring van het (algemeen) bestuur. Het bestuur benoemde een secretaris (directeur), tevens secretaris van het bestuur, die belast was met de dagelijkse leiding van de stichting, overeenkomstig een door het bestuur vastgesteld reglement. Het overige personeel werd namens het bestuur benoemd door de secretaris (directeur). Een bijzondere figuur binnen de Sticusa-organisatie was de vertegenwoordiger van de Sticusa in Suriname. De Sticusa-vertegenwoordiger in Suriname vond zijn bestaan in art. IIIc van de statuten van de Sticusa, waarin de mogelijkheid werd geboden vertegenwoordigers aan te wijzen bij de overzeese zusterinstellingen. In de periode 1948-1975 werd de functie van vertegenwoordiger van de Sticusa uitgeoefend door de directeur van het Kabinet van de Gouverneur van Suriname in de persoon van drs J. Michels (1948-1956), dr C. Nagtegaal (1956-1961), mr W.A. Renardel de Lavalette (1961-1968) en mr J. van Petten (1968-1975). De vertegenwoordiger trad in Suriname op namens het bestuur van de Sticusa en was adviserend lid van het bestuur van het Cultureel Centrum Suriname (CCS). De vertegenwoordiger bemiddelde in alle voorkomende gevallen tussen Surinaamse culturele instellingen en de Sticusa in Amsterdam en voerde het kasbeheer over de subsidiegelden, die de Sticusa beschikbaar stelde aan culturele instellingen en projecten. Daarnaast vervulde de vertegenwoordiger bestuursfuncties in stichtingen, die mede op initiatief van de Sticusa tot stand kwamen, zoals de stichting Volkslectuur. Lou Lichtveld, als Surinaams minister van Onderwijs en de eerste directeur van het CCS, schreef over de functie van de Sticusa-vertegenwoordiger: "De moeilijkheid van een ontwikkelingsland is: de mensen hebben van alles nodig, maar ze weten niet hoe ze het moeten vragen en hoe ze dat moeten formuleren. Vaak doen ze het op een verkeerde manier en het was min of meer de taak van de Nederlandse vertegenwoordigers van Sticusa in Suriname, om behoeften te peilen en aanwijzingen te geven hoe de vraag in een behoorlijke vorm te gieten; wat hun niet altijd in dank is afgenomen...".
In de eerste periode 1948-1956, leidde de figuur van de vertegenwoordiger een sluimerend bestaan. Een instructie of reglement voor de vertegenwoordiger is nimmer opgesteld. Toen Cornelis Nagtegaal in 1956 de functie van vertegenwoordiger van drs J. Michels over nam sprak hij in een brief aan Thijs, secretaris van de Sticusa, zijn verbazing uit over het ontbreken van richtlijnen ten aanzien van taken en bevoegdheden van de vertegenwoordiger. In antwoord hierop meldde Thijs dat de vertegenwoordiger slechts een adviserende bevoegdheid had in Sticusa-zaken en dus in het verleden was afgezien van een instructie. De inzet van de vertegenwoordiger was in hoge mate afhankelijk van de betrokkenheid van deze figuur bij de Sticusa-zaken: het houden van voeling met het culturele leven in Suriname op basis van persoonlijke contacten en interesse in de materie. Onder Van Petten (1968-1975) namen de activiteiten voor de Sticusa zelfs zodanige vormen aan dat hij bij het bestuur van de Sticusa aandrong op personeelsuitbreiding hetgeen door het Sticusa-bestuur werd gehonoreerd. Bij de totstandkoming van de onafhankelijkheid van Suriname kwam aan de taak van de Sticusa en daarmee van de vertegenwoordiger een einde. De Sticusa-aangelegenheden werden afgewikkeld door mr E. Bender, verbonden aan de consulaire afdeling van de Nederlandse ambassade in Paramaribo.

### Activiteiten
De activiteiten vertonen grote overeenkomst met de activiteiten van de oude Sticusa. Naast subsidiëring van de culturele centra en uitzending van deskundigen, ter ondersteuning van de infrastructuur, werden culturele activiteiten georganiseerd en gesubsidieerd op het gebied van podiumkunsten, beeldende kunst, massamedia, letteren en wetenschap. Voorts verstrekte de Sticusa beurzen aan Surinaamse en Antilliaanse studenten, die in Nederland een studie gingen volgen. In 1960 deed het fenomeen televisie haar intrede. Op 31 juli begon de eerste Antilliaanse televisiezender, TeleCuraçao, zijn uitzendingen. Sticusa verleende technische bijstand en verzond Nederlandse televisieprogramma's en documentaires in samenwerking met de Nederlandse Wereldomroep en de Nederlandse Televisie Stichting (NTS). In 1965 volgde, na een voorbereidingstijd van twee jaar, Suriname.
Een uitvoerige opsomming van culturele activiteiten valt buiten het bestek van deze inleiding. Hier kan worden volstaan met verwijzing naar de Culturele Kroniek, 1948-1968 en de Sticusa-jaarverslagen over de jaren 1956-1988. In de periode 1957-1961 vond een belangrijke uitbreiding plaats van culturele centra in Suriname en de Nederlandse Antillen. In Suriname vond in 1958 de oprichting plaats van het Cultureel Centrum Nickerie (CCN), in 1961 het Cultureel Centrum Coronie (CCC) en het Cultureel Centrum Marowijne en ten slotte in 1964, als sluitstuk, het Cultureel Centrum Wageningen. In de Nederlandse Antillen werd in 1956 het Cultureel Centrum Bonaire opgericht, gevolgd in 1960 met de oprichting van het Cultureel Centrum St. Maarten, dat tevens als centrum voor St. Eustatius en Saba dienst deed.
De culturele centra waren zelfstandig, al moet dat worden opgevat in formeel juridische zin. Financieel waren de centra nagenoeg geheel afhankelijk van de Sticusa. Jaarlijks dienden de centra een begroting in als basis voor de aanvraag om subsidie. De Sticusa bepaalde vervolgens binnen het kader van de beschikbare middelen de omvang van de subsidie. Aan het eind van ieder boekjaar brachten de centra verslag uit van hun activiteiten aan het bestuur van de Sticusa. Naarmate de opbouwfase (vanaf 1948!) vorderde ontstonden scheurtjes in de relatie tussen de centra en de Sticusa. De culturele ontwikkeling in Suriname en de Nederlandse Antillen groeide gestaag. Meer en meer werden eigen initiatieven ontwikkeld en werd het belang van de culturele eigenheid beklemtoond. In Suriname werd de Sticusa geconfronteerd met de etnische verzuiling van de Surinaamse samenleving, die ook haar uitwerking niet miste op het culturele vlak. Het CCS, veruit de belangrijkste partner van de Sticusa, werd van meet af aan verweten, onder andere door de creools-nationalistische organisatie Wie Eegie Sanie, niet de Surinaamse cultuur te bevorderen doch de Nederlandse cultuur in Suriname. Als bestuurslid werd de Sticusa-vertegenwoordiger geconfronteerd met deze problematiek. Lichtveld: "De rol van de Nederlandse vertegenwoordiger van Sticusa leidde tot een weliswaar begrijpelijke, maar toch tot een ambivalente constructie. De vertegenwoordiger had geen rechtstreekse vinger in het CCS-bestuur, want men wilde dat de zelfwerkzaamheid steeds groter werd. Maar alles werd teruggespeeld via de Nederlandse vertegenwoordiger. Hij had zo te zeggen de sleutel van de brandkast in zijn zak, dus men moest wel rekening met hem houden." In 1958 werd de Raad van Culturele Samenwerking (RACUSA) ingesteld met het doel de activiteiten tussen organisaties en instellingen, die zich op cultureel gebied bewogen, te coördineren. De instelling van de raad moest er borg voor staan, dat het CCS meer dan in het verleden de zelfwerkzaamheid van de aangesloten organisaties bevorderde. Deze opzet mislukte. Onvrede over het functioneren van de RACUSA leidde in 1967 tot oprichting van een tegenstrever, de Surinaamse Culturele Federatie (SCF) en tot de opheffing van de RACUSA. De oprichting van de SCF betekende een verzwakking van de positie van het CCS. Voortaan had het CCS rekening te houden met een subsidiestroom, die via het SCF naar de daarbij aangesloten culturele organisaties liep. Daarmee kwam een eind aan de monopoliepositie, die het CCS vanaf 1948 innam. Ook in de Nederlandse Antillen moest de Sticusa het regelmatig ontgelden. In 1968 verscheen een Antilliaanse nota inzake Sticusa, opgesteld door belangrijke representanten van het Antilliaanse culturele leven: J.H. Beaujon, H. Dennert en M. Henriquez. De nota, die de geschiedenis zou ingaan als de "Antilliaanse stinknota", verwoordde onomwonden kritiek op het Sticusa-beleid, dat volgens de samenstellers een te grote invloed had op de Antilliaanse cultuur. Zo riepen de geregelde werkbezoeken van Sticusa functionarissen, soms meerdere keren per jaar, weerstand op: "(...) door de genoemde werkbezoeken van de Sticusa functionaris(sen), geeft het Sticusa-bestuur de indruk nog niet de overtuiging te hebben dat de Antilliaan in staat zou zijn, met betrekking tot het culturele leven in de Antillen, zelf initiatieven te nemen en zelf het organiseren en uitvoeren der activiteiten ter hand te nemen. Dit zou aanleiding kunnen geven het Sticusa-bestuur een aanmatigende houding toe te schrijven, immers wie zou beter kunnen oordelen wat en hoe voor de Antilliaan gedaan moet worden dan de Antilliaan zelf (...)"
Arbeidsonlusten in 1969 op Curaçao veranderden niet alleen het politieke leven op de Antillen maar brachten ook het maatschappelijk-culturele leven in beweging. Het voorstel van het radicale statenlid Stanley Brown om de Sticusa te elimineren en een eigen cultuurbureau op te richten stond niet op zichzelf. Met de oprichting in 1976 van de Sociaal-Culturele Raad van de Nederlandse Antillen (SOCURNA) trad een nieuwe fase in ten aanzien van de relatie tussen de culturele centra en de Sticusa. Met recht zou de SOCURNA kunnen dienen als een gelijkwaardige counterpart van de Sticusa. De raad had tot doel het bevorderen van het sociaal-culturele leven in de Nederlandse Antillen en deed dat in nauwe samenwerking met de regering, de eilandsbesturen en de culturele centra. Tegenover de Sticusa trad de SOCURNA op als coördinator voor de sociaal-culturele belangen van de Antillen.
In 1975 werd het werkterrein van de Sticusa aanzienlijk beperkt. Tijdens de voorbereidingen naar onafhankelijkheid van Suriname werd direct zichtbaar dat in het nieuwe Suriname geen plaats meer was voor de Sticusa. In het bilateraal overleg tussen de beide regeringen, in het voorjaar van 1975, drong de Surinaamse regering aan op reconstructie van de culturele betrekkingen en gaf de regering te kennen niet langer prijs te stellen op samenwerking met Sticusa. Bij de opening van de 15e zitting van de Adviesraad liet de Surinaamse Minister van Onderwijs en Volksontwikkeling, Ronald Venetiaan, zich ontvallen dat "de Sticusa terecht of ten onrechte een koloniaal en kolonialistisch stigma draagt". Het wegvallen van Suriname maakte statutenwijziging noodzakelijk. Op 13 mei 1976 werden de statuten aangepast aan de nieuwe situatie en werd de naam van de stichting gewijzigd in Stichting voor Culturele Samenwerking (Sticusa).
In Nederland werden de culturele activiteiten, die vanaf 1948 door de Sticusa werden georganiseerd, voortgezet. In de jaren '60 vond periodiek overleg plaats tussen de Kabinetten van de Vice Minister-President en de Gevolmachtigde Ministers van Suriname en de Nederlandse Antillen, het Koninklijk Instituut voor de Tropen en de Sticusa om een zo groot mogelijke coördinatie te bewerkstelligen. Aan voorlichting op scholen over Suriname en de Nederlandse Antillen werd ruimschoots aandacht besteed. In samenwerking met het Koninklijk Instituut voor de Tropen werd in 1960 uitvoering gegeven aan het Plan Wagner, gebaseerd op samenstelling van leskoffers met documentatiemateriaal voor diverse schooltypen.
Zoals haar voorgangster werd ook de tweede Sticusa zowel in het parlement als in de vaderlandse en overzeese pers soms onaangenaam getroffen door felle kritiek op haar beleid. In feite richtte zich de kritiek op één punt, dat zich van het begin (1948) af had voorgedaan en zich onverzwakt handhaafde: de bevordering van culturele samenwerking en culturele uitwisseling strookte niet met de feitelijke uitwerking hiervan. Een belangrijk deel van de subsidiegelden van de Sticusa werd aangewend ten behoeve van financiële steunverlening aan de culturele centra. De Sticusa was zich hiervan bewust. Uit de diverse beleidsnota's blijkt hoezeer de Sticusa bereid was haar beleid en positie kritisch te evalueren, en ook worstelde met een vrijwel onoplosbaar dilemma: de ontwikkelingen in de West afwachten en dus de kritiek op haar beleid onbeantwoord laten òf een vernieuwend beleid stimuleren en eveneens het verwijt van geestelijk imperialisme over zich af te roepen. Binnen het bestuur passeerden tal van mogelijkheden de revue: van bevriezing van subsidies tot het verzelfstandigen van het culturele beleid van Suriname en de Antillen door toewijzing van middelen aan de betrokken landen. De Sticusa-vertegenwoordiger in Suriname zag in dat laatste een groot gevaar. In een reactie op de beoogde beleidsombuiging van de Sticusa ten aanzien van Suriname stelde Van Petten: "(...) Wie geen vreemdeling in Jeruzalem is kan bevroeden dat een behoorlijk deel van dat bedrag zal worden besteed niet zozeer om aan culturele behoeften te voldoen doch om politieke aspiraties te bevredigen." Zelf voorzag hij problemen voor zijn positie als het Sticusa-beleid onder invloed van de Surinaamse politiek zou komen te staan: "(...) Ik ben ervan overtuigd dat de vertegenwoordiger hier bij het afremmen en het geven van advies een nuttige functie heeft te vervullen, maar ik ben bang, dat hij hierdoor ongewild betrokken kan worden in de kleine politiek, hetgeen bepaald niet gewenst is voor zijn positie als Directeur van het Kabinet van de Gouverneur." Ook intern stond de Sticusa bloot aan kritiek. In 1970 en 1971 werd de Sticusa geplaagd door interne conflicten, cumulerend in de zaak Agnes Herpers, adjunct-secretaris, die zich openlijk in de vaderlandse pers beklaagde over het beleid van de Sticusa. Ten slotte mag niet onvermeld blijven dat de Sticusa, behalve haar eigenlijke activiteiten, belast was met de administratieve ondersteuning en deels met de uitvoering van projecten van de in 1961 opgerichte Adviesraad voor de Culturele Samenwerking tussen de landen van het Koninkrijk. In de volgende paragraaf wordt de Adviesraad besproken in samenhang met de ontwikkelingen op cultureel gebied en zijn relatie tot de Sticusa.

## De Adviesraad voor Culturele Samenwerking, 1961-1986

### Instelling en werkwijze
Het initiatief tot instelling van de Adviesraad kwam van Surinaamse en Antilliaanse zijde. Beide regeringen meenden dat in hun landen het culturele beleid al te zeer werd bepaald door het Sticusa-bestuur in Nederland, zonder dat hun regeringen daarin voldoende werden gekend. Het initiatief van de Surinaamse en Antilliaanse regeringen is des te opmerkelijker tegen de achtergrond van de uitlatingen van Van Lier in 1964, waarin deze zich beklaagt over de geringe belangstelling bij de overzeese regeringen. Overigens was de gedachte over oprichting van een koninkrijksorgaan niet nieuw. Voor- en tegenstanders van de Sticusa hadden in het verleden al eens het idee geopperd om de Sticusa te vervangen door een gemeenschappelijk orgaan. Tot een concrete uitwerking van plannen kwam het echter niet.
Op 15 januari 1961 werd de Adviesraad voor Culturele Samenwerking tussen de landen van het Koninkrijk ingesteld bij Koninklijk Besluit van 17 januari 1961 nr 12. De raad was samengesteld uit een voorzitter en negen leden. De voorzitter van de raad was de minister belast met de zorg voor culturele zaken van het land waar de raad bijeenkwam. Voor de eerste keer fungeerde de Nederlandse minister van Onderwijs, Kunsten en Wetenschappen als voorzitter. De taak van de raad, zoals omschreven in het koninklijk besluit, hield feitelijk niet meer in dan een vrij algemene intentieverklaring: de Regeringen van Nederland, Suriname en de Nederlandse Antillen gezamenlijk van advies te dienen omtrent de culturele samenwerking tussen deze landen. In de toelichting op het instellingsbesluit schreef de Minister van Onderwijs, Kunsten en Wetenschappen het besluit summier te willen houden "(...) opdat zoveel mogelijk aan de ontwikkeling zij overgelaten". De raad kreeg voldoende bewegingsvrijheid om zelf bepalingen vast te stellen betreffende de besluitvorming en de wijze van adviseren. De taak van de raad werd concreter uitgewerkt in een nota van de raad inzake de grondslagen en doelstellingen van de culturele samenwerking tussen de landen van het Koninkrijk. Tijdens de eerste zitting van de raad in februari 1961 werd het werkterrein vastgesteld. De aanbevelingen (adviezen) gericht aan de regeringen gezamenlijk, hetzij op verzoek van de regeringen, hetzij uit eigener beweging hadden betrekking op: In 1964 werd de samenstelling van de Adviesraad, bij algemene maatregel van rijksbestuur, gewijzigd. Tot dan toe was het gebruikelijk dat de verantwoordelijke minister optrad als voorzitter van de raad (art. 3 van instellingsbesluit). In het gewijzigde besluit werd artikel 3 geschrapt teneinde een vermenging van verantwoordelijkheden te vermijden. Niet langer trad de minister op als voorzitter van de raad, maar een van de leden van de raad van het land waar de raad samenkwam.
- ondersteuning, uitbouw en versterking van de culturele en sociaal-culturele infrastructuur binnen het kader van de ontwikkelingssamenwerking;
- de samenwerking op het gebied van onderwijs, wetenschappen, de kunsten, het sociaal-cultureel werk waaronder de sport;
- het verlenen van beurzen, subsidies;
- het versterken van internationale culturele betrekkingen

Overeenkomstig artikel 5 van het Koninklijk Besluit van 12 januari 1961 werd op de eerste zitting van de raad op 2 februari 1961 in Den Haag het reglement van orde opgesteld. De belangrijkste punten hieruit waren samengevat:
- De raad brengt zijn adviezen schriftelijk aan de drie regeringen uit;
- Alleen door de drie regeringen of door de leden van de raad naar voren gebrachte onderwerpen worden op de agenda geplaatst;
- Voorafgaande aan een zitting werd de ontwerp-agenda vastgesteld door de Werkgroep uit de Adviesraad, later het Voorzittersoverleg. Meestal lag er een termijn van drie maanden tussen deze bijeenkomst en de plenaire raadszitting;
- De raad kan de regeringen van de drie landen desgevraagd of uit eigen beweging van advies dienen. De raad kan niet-leden uitnodigen in zijn vergaderingen om over bepaalde onderwerpen te adviseren.
- Aanbevolen projecten worden na definitieve aanvaarding van de betrokken regeringen van de agenda van de raad afgevoerd, doch in het rapport van gemaakte vorderingen (kwartaalrapporten) worden de projecten gevolgd totdat zij zijn voltooid.

In Nederland werden de aanbevelingen van de raad in een ambtelijk voortraject tussen vertegenwoordigers van de betrokken ministeries (Kabinet Vice-Minister-President, de Ministeries van Onderwijs, Kunsten en Wetenschappen en van Cultuur, Recreatie en Maatschappelijk Werk) besproken en werd een gezamenlijk standpunt geformuleerd ter bespreking in de Ministerraad. De projecten, die in beginsel werden aanvaard, behoefden de definitieve goedkeuring van de Vice-Minister-President, die vervolgens namens zijn ambtsgenoten de Adviesraad in kennis stelde van het regeringsstandpunt.
De uitvoering werd gecoördineerd door de Sticusa. De financiële middelen werden meestal in de vorm van speciale doelsubsidies verstrekt. Deze extra financiële armslag voor de Sticusa was aan voorwaarden gebonden. Alvorens tot uitvoering van de plannen over te gaan werden door het Kabinet van de Vice-Minister-President voorwaarden gesteld, waaronder het inschakelen van Nederlandse deskundigen. Voor restauratie-projecten werd veelal een beroep gedaan op Rijksdienst voor de Monumentenzorg en in andere gevallen de Rijksgebouwendienst of de Rijkscommissie van Advies voor de bouw van Schouwburgen en Concertzalen. De kosten die de Adviesraad maakte werden door Nederland, Suriname en de Nederlandse Antillen opgebracht naar draagkracht in een verhouding van 2:1:1. Het financiële beheer van de Adviesraad was toevertrouwd aan de Sticusa en werd gecontroleerd door de Algemene Rekenkamer.
Met de instelling van de Adviesraad was de culturele samenwerking en dus ook het Sticusa-beleid onderworpen aan de politieke controle van de drie regeringen. Het naast elkaar bestaan van de Sticusa en de Adviesraad bleek in de praktijk goed te werken. Niet alleen werd het secretariaat van de Adviesraad toevertrouwd aan de Sticusa, maar bovendien betoonde de Sticusa zich een loyale uitvoerder van projecten van de Adviesraad en brak de Adviesraad op zijn beurt meermaals een lans voor de Sticusa. Het is dan ook niet verwonderlijk dat het Sticusa-beleid frequent op de agenda van de Adviesraad prijkte.

### Aanbevelingen van de Adviesraad
In de eerste jaren van haar bestaan bestonden de werkzaamheden van de Adviesraad uit: voortzetting en intensivering van het vijfjarenplan van de Sticusa, dat in 1959 op verzoek van de toenmalige minister van Zaken Overzee was opgesteld en bezinning op de betekenis van de culturele samenwerking tussen de drie betrokken landen vanuit de invalshoek van elk der drie landen. De aanbevelingen van de raad en de daaruit voortvloeiende projecten voorzagen in uitbreiding van de materiële voorzieningen, die noodzakelijk waren voor uitbreiding van de culturele infrastructuur in Suriname en op de Nederlandse Antillen en voor een verdere ontplooiing van het culturele leven. De meest in het oog springende projecten waren de zogenaamde investerings- en restauratieprojecten en projecten inzake technische bijstand. De investeringsprojecten hadden betrekking op restauratie van monumenten en uitbreiding van voor culturele doeleinden bestemde gebouwen (buurtcentra en culturele centra). Projecten inzake technische bijstand hadden veelal betrekking op ondersteuning van onderwijsactiviteiten en uitzendingen van deskundigen. De financiering van deze projecten werd mogelijk gemaakt door een financiële injectie van de Nederlandse overheid. In 1966 werd een post Extra bijdragen voor uitvoering van Culturele Projecten op de rijksbegroting opgenomen om het meerjarenplan voor nieuwbouw, uitbreiding en restauratie van voor culturele doeleinden bestemde gebouwen en monumenten te verzekeren. In het jubileumboek 25 jaar Adviesraad is een opgave opgenomen van van door de Adviesraad aanbevolen projecten. Met de uitvoering van de projecten was een aantal jaren gemoeid; tien tot vijftien jaar voor één project vormde geen uitzondering.
In 1969 kwam de Adviesraad voor de eerste keer in aanvaring met de Nederlandse regering. Aanleiding vormde een verschil van inzicht over de taak en functie van de raad. In datzelfde jaar werd een post op de rijksbegroting opgenomen voor de uitvoering van projecten van sociale- en educatieve aard. Met het scheppen van deze extra middelen kwam een wending in het afhandelen van projecten. Immers er werd onderscheid gemaakt tussen zuiver culturele projecten en projecten van sociale en educatieve aard. De eerste groep zou het eigenlijke werkterrein van de raad vormen. De tweede groep was het werkterrein van de Vertegenwoordiger van Nederland voor ontwikkelingshulp aan de Nederlandse Antillen ten behoeve van projecten van sociale en educatieve aard. Goedkeuring van deze projecten door de regering was in principe gebonden aan de voorwaarde van een eigen inbreng van 25 % van de investeringskosten. Wat betreft de verhouding van de Vertegenwoordiger en de raad: de Vertegenwoordiger behoorde tot het uitvoerende apparaat van de regering en had dus formeel niets te maken met de adviserende taak van de raad. Het onderscheid, dat de Nederlandse overheid maakte tussen de begrippen sociaal en zuiver cultureel werd door de Adviesraad niet gedeeld. Voor de raad was dit voldoende aanleiding om zich te bezinnen over haar plaats en werkwijze in het algemeen en over het begrip cultuur in het bijzonder. Voor de raad waren de begrippen cultuur en sociaal complementair: (...) immers ook de nieuwvormingen in de cultuur zijn zonder de dimensie van sociale participatie ondenkbaar; het sociaal functioneren is zonder de dimensie van de vormen en de inhoud van cultuur steriel. In aansluiting hierop suggereerde de raad tijdens de dertiende zitting (1973) om bij alle culturele, sociaal-culturele en educatieve projecten advisering door de raad verplicht te stellen. Het standpunt van de Nederlandse regering was zowel diplomatiek als ontwijkend: de regering erkende weliswaar de grote voordelen van de bovenvermelde suggestie, maar verbond hieraan de totstandkoming van een meerjarig ontwikkelingsplan op sociaal, educatief en cultureel gebied.

## Nieuwe vormen en instrumenten van samenwerking
Van het begin in 1961 tot 1970 hadden de projecten die door de Adviesraad werden aanbevolen veelal het karakter van op korte termijn gebaseerde wensenlijsten. De raad fungeerde als een ad hoc pleitbezorger van de totstandkoming van bepaalde projecten. Hierdoor kwam de verantwoording van de Surinaamse en Antilliaanse regeringen voor een eigen sociaal-cultureel beleid onvoldoende tot z'n recht. Vanaf 1970 ondergingen de ideeën ten aanzien van de ontwikkelingshulp aan Suriname en de Nederlandse Antillen een belangrijke verandering. De realisering van culturele projecten was tot dan toe maar al te afhankelijk van Nederlandse fondsen. Tijdens zijn tiende zitting meende de raad dan ook dat er meer financiële steun moest komen van de Surinaamse en Antilliaanse regering om de zorg voor hun eigen culturele ontwikkeling te waarborgen. Dit gold niet alleen ten aanzien van de Adviesraadprojecten maar ook ten aanzien van de materiële bijstand, die de Sticusa vanuit Nederland beschikbaar stelde ten behoeve van de overzeese culturele centra. In 1973 gaf de raad te kennen dat zij, behalve het adviseren omtrent culturele en sociaal-educatieve projecten, behoefte had aan een algemene programmatische planning, dat ingepast kon worden in de totaliteit van de ontwikkelingsplanning voor Suriname en de Nederlandse Antillen. Toch bleef advisering over concrete projecten in hoofdzaak het beleid van de raad uitmaken. Een eerste aanzet om te komen tot een systematische planning kwam, zoals hierna blijkt, van de overheid.
De onafhankelijkheid van Suriname in 1975 schiep een geheel nieuwe situatie. In 1976 vond als gevolg hiervan géén zitting plaats van de raad. Het wegvallen van Suriname maakte een bezinning op de toekomstige positie van de raad in de samenwerking tussen Nederland en de Nederlandse Antillen wenselijk. De veranderende ideeën en opvattingen over samenwerking en ontwikkelingshulp die zoals vermeld vanaf 1970 opgang maakten, werden in de navolgende jaren inzet van het overheidsbeleid. Daarbij speelde op de achtergrond de gedachte aan de toekomstige onafhankelijkheid van de Nederlandse Antillen een grote rol. In 1976 werd een Gemengde Commissie van Deskundigen ingesteld. De commissie was belast met het opstellen van een raamwerk voor de ontwikkeling op lange termijn van de Nederlandse Antillen. In de nota van toelichting bij het instellingsbesluit werden drie doelstellingen onderscheiden: vergroting van de economische weerbaarheid, uitbreiding van de permanente werkgelegenheid en de verbetering van de levensomstandigheden. Dat laatste, verbetering van de levensomstandigheden, hield tevens in dat naast het economisch welzijn ook het sociale en culturele welzijn de aandacht had van de commissie. In de zestiende zitting van de Adviesraad stond dan ook de vraag centraal hoe de Adviesraad zich moest verhouden tot de Gemengde Commissie van Deskundigen. De integrale ontwikkelingsplanning, die moest leiden tot een grotere zelfwerkzaamheid en zelfstandigheid van de Nederlandse Antillen werd weliswaar door de raad onderstreept, maar de raad zag hierin ook een gevaar. Het was niet denkbeeldig dat financiering van sociaal-economische projecten ten koste ging van de initiatieven op cultureel gebied. In een ontwikkelingsland pleegt de harde sector immers prioriteit te krijgen. De raad zag voor zichzelf de taak om te voorkomen dat de zo kwetsbare culturele sector zou worden overwoekerd door de economische sector.
In 1979 verscheen het eindrapport van de Gemengde Commissie van Deskundigen. Het rapport werd inzet bij de besprekingen tussen de Nederlandse en Antilliaanse regeringen en maakte de weg vrij voor een drastische beleidsombuiging ten aanzien van de ontwikkelingssamenwerking tussen Nederland en de Nederlandse Antillen. Uitgaande van het beginsel dat ontwikkelingssamenwerking tot doel dient te hebben zich zelf overbodig te maken zodat ze een aflopend karakter heeft, werd voor de toekomst afgesproken dat de Nederlandse hulp moest dienen als ondersteuning van en aanvulling op het Nederlands-Antilliaanse beleid. Met andere woorden: de eigen inspanning van de Antillen werd bepalend voor de mate waarin door Nederland financiële ondersteuning werd geboden. Hierop aansluitend liet Van der Stee, minister voor Nederlands-Antilliaanse Zaken, de Tweede Kamer weten dat de tijd rijp was om de verantwoordelijkheid voor het bepalen van de verdere ontwikkeling op cultureel terrein te verleggen naar de Antillen. De uitspraken van de minister hadden ingrijpende gevolgen voor de wijze waarop samenwerking tussen de Rijksdelen tot dusver was verlopen en in de toekomst zou gaan verlopen. Een herziening van de positie en taak van de Sticusa en van de Adviesraad, of anders, een gehele of een gedeeltelijke afbouw leek onvermijdelijk. De raad en de Sticusa werden hierdoor in het defensief gedrongen. In een brief aan de raad merkte de bewindsman op dat de door de raad bestreken sectoren voortaan een volledig Antilliaanse verantwoordelijkheid diende te zijn. De al te grote voortvarendheid van de minister schoot de raad in het verkeerde keelgat. Immers, een ingrijpende wijziging van de status of van de functie van de raad, als orgaan van het Koninkrijk, zou een beslissing behoeven van de Rijksministerraad. Het niet volgen van de formeel geëigende gedragslijn van de minister, aldus de reactie van de raad, zou de indruk kunnen wekken dat door de minister te weinig waarde wordt gehecht aan het belang van de culturele ontwikkeling. De pennestrijd werd weliswaar in het voordeel van de raad beslist maar het betekende geenszins een uitstel van de beleidsombuiging, die de Nederlandse regering voor ogen stond. De Antilliaanse regering onderstreepte het Nederlandse standpunt, zij het met een aantal duidelijke accentverschillen.

## Opheffing van de Adviesraad en de Sticusa
De periode die volgde kan worden aangemerkt als overgangsfase. Bestaande structuren werden afgebouwd en nieuwe vormen van samenwerking werden voorbereid. De raad wierp zich op als pleitbezorger voor een behoedzame en gefaseerde afbouw van bestaande structuren. Afbouw van financiële en materiële bijstand mocht slechts dan plaatsvinden, aldus de raad, voor zover garanties bestonden dat de verminderde inspanning door de Antillen zelf in evenwicht kon worden gebracht. In dit verband valt op dat de raad, in weerwil van de toenemende kritiek op de Sticusa in Nederland, meermaals een lans brak voor het behoud van de Sticusa: ook na de afbouwperiode zou de aanwezige deskundigheid van de Sticusa kunnen worden benut als uitvoerend orgaan van Nederlandse zijde. In 1981 verscheen de Nota Kultuurbeleid en de onderwijsnota Ensananza pa un i tur van de Antilliaanse regering, waarin zij haar toekomstvisie ten aanzien van de culturele ontwikkeling en het onderwijsbeleid van de Nederlandse Antillen weergaf.
In 1984 werd tussen de regeringen van Nederland en de Nederlandse Antillen overeenstemming bereikt over een plan, opgesteld door prof dr H. Hoetink in opdracht van de minister voor Nederlands-Antilliaanse Zaken, om de middelen voor culturele samenwerking uit de begroting van het Kabinet voor Nederlands-Antilliaanse Zaken, die tot dan toe via de Sticusa liepen, direct over te hevelen aan de Antilliaanse en Arubaanse overheid. Deze beleidsombuiging legde de organisatorische basis om naar eigen inzicht en op gestructureerde wijze de Nederlandse hulpfondsen te kunnen besteden. Voor kanalisering van de beschikbare fondsen was voor de Nederlandse Antillen in 1984 het Overlegorgaan Kulturele Samenwerking Nederlandse Antillen (OKSNA) gevormd, als gevolg waarvan de SOCURNA in 1985 kon worden opgeheven. Voor Aruba, dat op 1 januari 1986 de status aparte verkreeg, werd dit de Fundacion Union di Organisasionnan Cultural Arubano (UNOCA). Het lag in het voornemen om de overdracht van fondsen gefaseerd te doen verlopen in de periode 1985-1989.
Door de antillianisering van het cultuurbeleid was de functie, die de raad gedurende zijn bestaan had vervuld, een aflopende. Op verzoek van de Nederlandse regering werd door de raad een commissie ad hoc ingesteld met de opdracht om te rapporteren over nieuwe vormen van culturele samenwerking. Het eindrapport van de commissie werd door de betrokken regeringen, zij het met een enkele wijziging, overgenomen. Het rapport was voor de raad tevens aanleiding om, op grond van de gewijzigde omstandigheden, een voorstel in te dienen tot opheffing. Wat de toekomstige organisatie betreft koos de raad voor een tripartite samengestelde Gemengde Commissie, naar analogie van de Gemengde Commissies voor de uitvoering van Culturele Verdragen. In 1986 werd de raad opgeheven en sloten de regeringen van de Nederlandse Antillen, Aruba en Nederland hierop aansluitend in 1987 een culturele overeenkomst.
Over de toekomst van een afgeslankte Sticusa werd in het plan Hoetink gezwegen. Toch was, alvorens Hoetink in opdracht van de Minister voor Antilliaanse zaken in maart 1984 naar de Antillen werd uitgezonden, de opheffing van de Sticusa in feite reeds een voldongen feit. In januari 1983 werd tijdens de behandeling van hoofdstuk IV (Kabinet voor Nederlands-Antilliaanse Zaken) van de rijksbegroting 1983 door de Partij van de Arbeid een motie ingediend, de motie Jabaaij, waarin de regering wordt uitgenodigd de opheffing van Sticusa voor te bereiden. De motie werd met een meerderheid van stemmen aanvaard. Niet eerder dan in 1988 stelt de minister voor Antilliaanse en Arubaanse Zaken de Sticusa formeel op de hoogte van zijn voornemen om de Sticusa per 1 januari 1989 op te heffen. Hierop volgde, zo schreef Gert Oostindie in het laatste jaarverslag van 1988, een "beschamende vertoning". De betrokken ministeries konden het niet eens worden. Op 16 januari 1989 deelde het Ministerie van Welzijn, Volksgezondheid en Cultuur (WVC) de Sticusa mede af te zien van de liquidatie. Een van de opties, die het Ministerie van WVC voor ogen stond, was een zelfstandig voortbestaan van de stichting, zij het in overeenstemming met de uitgangspunten van het Plan Hoetink, in een gewijzigde, afgeslankte vorm. Hierbij ging de gedachte uit naar het onderbrengen van de Sticusa bij het Nederlands Theater Instituut (NTI) in Amsterdam. Een opmerkelijk detail is in dit verband dat de Antillen noch door het Ministerie van WVC, noch door de minister voor Antilliaanse en Arubaanse Zaken op de hoogte werd gesteld over een voortzetting van Sticusa in welke vorm dan ook. Van de kant van Sticusa stuitte het onderbrengen van de Sticusa bij het NTI op bezwaren, aangezien het werkterrein van het NTI zich beperkte tot slechts een gedeelte van de activiteiten van Sticusa. Het Ministerie van Onderwijs en Wetenschappen liet als reactie weten niets te voelen voor een herleven van de Sticusa in welke vorm en hoedanigheid dan ook. Overleg over en weer leverde niets op. Op 12 april 1989 besloot de Minister belast met Nederlands-Antilliaanse en Arubaanse Zaken alsnog tot opheffing van de Sticusa per 1 januari 1989.
De liquidatie van de Sticusa roept herinneringen op aan de liquidatie van de "oude" Sticusa. In het jaarverslag van de Sticusa in 1988 schrijft Gert Oostindie: "Het onverkwikkelijke schuiven (..) met de "restanten" van Sticusa (zelfstandig dan wel elders ondergebracht) lijkt niet anders te kunnen worden geïnterpreteerd dan als een blijk van ambtelijke belangen- en competentie-kwesties. Deze werden al te laat en weinig elegant "opgelost" (...)".